# Фотодіод

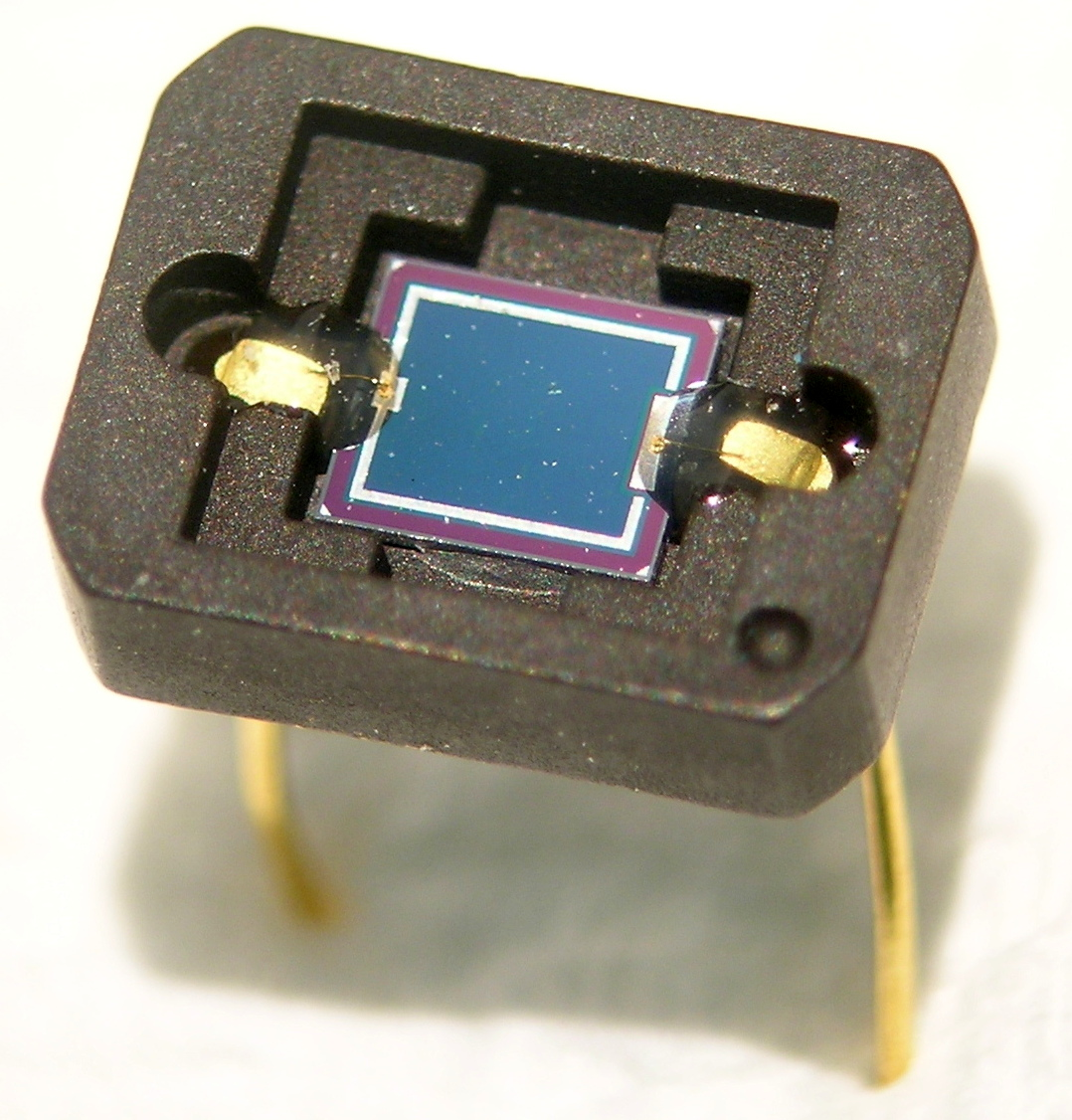
Фотодіод

Фотодіо́д — це приймач оптичного випромінювання, який перетворює падаюче на його фоточутливу область світло в електричний заряд за рахунок процесів в p-n-переході. Його можна класифікувати як напівпровідниковий діод, в якому використовується залежність його вольт-амперної характеристики від освітленості.

## Принцип роботи
Коли фотон, що має достатню енергію, потрапляє на фотодіод, в останньому відбувається внутрішній фотоефект: фотон збуджує електрон з матеріалу діода, таким чином створюючи пару носіїв заряду: вільний електрон і позитивно заряджену дірку. Якщо поглинання відбувається в області збіднення напівпровідника, ці нові носії виносяться з області її власним електричним полем. Завдяки цьому дірки рухаються до анода, а електрони до катода, і виникає фотострум. Струм фотодіода як діода визначається струмом неосновних носіїв (дрейфовий струм).

## Параметри та характеристики
- чутливість
- еквівалентна потужність шуму (англ. noise-equivalent power)
- вольт-амперна характеристика
- спектральна характеристика
- темновий рівень струму
- інерційність

## Режими включення

Схематичне позначення фотодіода

Фотодіод може працювати в двох режимах:
- фотогальванічний (також: фотовентильний, генераторний, англ. photovoltaic mode) - без зовнішньої напруги
- фотодіодний (також: діодний, англ. photoconductive mode) - із зовнішньою зворотною напругою

## Модифікації

### p-i-n фотодіод
Між p- та n- областями протилежних типів провідності додається середня i-область з ізолятора.
Переваги: 
- є можливість забезпечення чутливості в довгохвильовій частині спектру за рахунок зміни ширини i-області
- висока чутливість і швидкодія
- мала робоча напруга

Недоліки:
- технологічна  складність отримання високої чистоти i-області

### Фотодіод Шотткі
Структура "метал - напівпровідник" (див. Ефект Шотткі).

### Лавинний фотодіод
Використовується контрольований лавинний пробій (при значно великих зворотних напругах).

## Переваги фотодіодів
- простота технології виготовлення і структур
- поєднання високої фоточутливості та швидкодії
- малий опір бази
- мала інерційність

## Застосування
Фотодіоди використовуються в побутових електронних пристроях, зокрема програвачах компакт-дисків, детектори диму, приймачах для пультів дистанційного управління. Фотодіоди часто використовуються для точного вимірювання інтенсивності світла в науці та промисловості.